# Les Sosies à Hollywood

Les Sosies à Hollywood est une émission de téléréalité diffusée sur TF6.

## Candidats
| Candidats   | Vrai nom               | Âge    | Sosies de ...   | A rencontré son idole | Autre stars rencontrés | Présence, épisode ... | Présence, épisode ... | Présence, épisode ... | Présence, épisode ... | Présence, épisode ... | Présence, épisode ... | Réf.  |
| Candidats   | Vrai nom               | Âge    | Sosies de ...   | A rencontré son idole | Autre stars rencontrés | 1                     | 2                     | 3                     | 4                     | 5                     | 6                     | Réf.  |
| ----------- | ---------------------- | ------ | --------------- | --------------------- | ---------------------- | --------------------- | --------------------- | --------------------- | --------------------- | --------------------- | --------------------- | ----- |
| Mathilde    |                        | 22 ans | Paris Hilton    | Oui                   |                        | Présente              | Présente              |                       |                       |                       |                       |       |
| Aude        |                        | 35 ans | Paris Hilton    | Oui                   |                        | Présente              | Présente              |                       |                       |                       |                       |       |
| Arbia       |                        | 18 ans | Kim Kardashian  | Oui                   | Kourtney Kardashian,   | Présente              | Présente              |                       |                       |                       |                       |       |
| Thibault    |                        | 34 ans | Hugh Jackman    | Non                   |                        | Présent               | Présent               |                       |                       |                       |                       |       |
| Richy       |                        | 55 ans | Johnny Hallyday | Oui                   | Laeticia Hallyday      | Présent               | Présent               |                       |                       |                       |                       |       |
| Nayah       | Sylvie Mestres         | 51 ans | Céline Dion     | Non                   |                        | Présente              | Présente              |                       |                       |                       |                       |       |
| Christopher | Christopher Hagelstein | 18 ans | Justin Bieber   | Non                   | Kourtney Kardashian,   | Présent               | Présent               |                       |                       |                       |                       | [ 1 ] |

## Déroulement

### Épisode 1
- Christopher, Richy, Nayah, Aude et Thibault arrivent à l'aéroport, et prennent l'avion. Arbia et Mathilde sont déjà là-bas, elles partent à Venice Beach (Los Angeles).
- Christopher, Richy, Nayah, Aude et Thibault partent à Beverly Hills puis Rodéo Drive (Los Angeles)
- Arbia et Mathilde partent au quartier de Bel-Air au MCafé pour voir leur idoles, Paris et Kim, qu'elles ne croisent pas.
- Christopher, Richy, Nayah, Aude et Thibault partent en direction de la villa, ils prennent place dans les lieux, et vont à la piscine.
- Arbia et Mathilde arrivent à leur tour à la villa.
- Il y a des tensions entre Aude et Mathilde, les deux Paris Hilton.
- Les sosies discutent dans le salon et quelqu'un frappe à la porte.

### Épisode 2
- Tout le monde attend de voir qui est dans la limousine : Bella, la directrice d'une agence de sosies, leur propose de travailler avec elle. Après une longue discussion dans le salon, Bella choisit Richy, Nayah, Christopher et Thibault pour travailler avec elle.
- Le lendemain, Christopher a rendez-vous avec Cyril, un paparazzi, qui lui propose de rencontrer Justin Bieber.
- Christopher choisit Arbia pour l'accompagné au rendez-vous.
- Dans la voiture, ils passent devant les maisons des stars Paris Hilton, Les Jackson, Sylvester Stallone...
- Arbia et Christopher vont dans un supermarché et dans le magasin de Kim Kardashian.
- Ils roulent et se dirigent vers la demeure de Justin.
- Pendant ce temps, Nayah, Richy, Mathilde, Thibault et Aude vont faire les courses.
- Arbia et Christopher voient Kourtney Kardashian, la sœur de Kim, idole d'Arbia.
- Arbia prend une photo avec Kourtney, et devant la maison de Kim.
- Richy, Nayah, Christopher et Thibault se préparent pour aller au rendez-vous de Bella puis vont chez elle.
- Nayah et Christopher se dirigent vers le studio où Céline Dion a enregistré ses albums.
- Pendant ce temps, Aude et Mathilde vont sur Hollywood Boulevard et rencontrent Valérie Kahl.